# Villarejo de Montalbán
Villarejo de Montalbán es un municipio y localidad española de la provincia de Toledo, en la comunidad autónoma de Castilla-La Mancha. El término municipal tiene una población de 78 habitantes (INE 2024).

## Toponimia
El término "Villarejos" es un diminutivo de "villares".
"Villarejos" es un diminutivo de "villar". Generalmente villar tiene siempre una relación con poblamiento romano. Es probable que El Villarejo de Montalbán tuviera una antigua población de ese tiempo.

## Geografía
Linda con las poblaciones de Malpica de Tajo, El Carpio de Tajo, San Martín de Montalbán, Navahermosa, Cedena, Los Navalmorales y San Martín de Pusa, todas de Toledo.

## Historia
Villarejo de Montalbán perteneció en tiempos al llamado Estado de Montalbán, que comprendería otros lugares, como La Puebla de Montalbán, Menasalbas, San Martín de Montalbán, El Carpio de Tajo y Mesegar de Tajo.  Los restos arqueológicos demuestran su existencia en el neolítico. También se han encontrado monedas romanas.
A mediados del siglo XIX, el lugar tenía contabilizada una población de 91 habitantes. Aparece descrito en el decimosexto volumen del Diccionario geográfico-estadístico-histórico de España y sus posesiones de Ultramar de Pascual Madoz de la siguiente manera:

VILLAREJO DE MONTALBAN: l. con ayunt. en la prov., y dióc. de Toledo (7 leg.), part. jud. de Navahermosa (3), aud. terr. de Madrid (18), c. g. de Castilla la Nueva. sit. entre varios cerros, es de clima templado, ventilado regularmente y se padecen tercianas. Tiene 24 casas malas, en 3 calles y una plaza sin empedrar; la de ayunt., cárcel, escuela dotada con 500 rs. de los fondos públicos, á la que asisten 6 niños; igl. parr. aneja á la de la Puebla, (Ntra. Sra. de la Paz) y servida por un teniente de fija residencia, y en los afueras el cementerio. Se surte de aguas potables en el arroyo Cedena, que las tiene de buena calidad. Confina el térm. por N. con el del Carpio; E. Navahermosa; S. Navalmoral; O. San Martin de Pusa, estendiéndose una leg. de N. á S., otra de E. á O., y comprende las labranzas y cas. de los Alamos, Audiencia, Barte, Casa-blanca, Casa de Madrigal, Cerro-calbo, Cinco-puntas en los montes, Confita, Encina y Valdecaballeros y la deh. de Madrigal, de monte bajo: le bañan los arroyos Guijo y Cedena. El terreno es de secano, con sierras y cord., entre las cuales son mas notables las llamadas del Zangameño y cuestas de San Martin: los caminos vecinales: el correo se recibe en Navahermosa cuando hay proporcion. prod.: trigo, cebada, centeno y garbanzos; se mantiene ganado lanar y cabrío, y se cria caza menuda y pesca de barbos. ind.: 3 molinos harineros. pobl.: 22 vec., 91 almas. cap. prod.: 326,000 rs. imp.: 8,500. contr.: segun el cálculo oficial de la prov. 74'48 por 100. presupuesto municipal: 2,870, del que se pagan 1,300 al secretario por su dotacion, y se cubre en su totalidad con los ingresos de propios.
(Madoz, 1850, p. 260)

## Demografía
Cuenta con una población de 78 habitantes (INE 2024).
| Gráfica de evolución demográfica de Villarejo de Montalbán entre 1842 y 2021                                          |
| |
| Población de derecho según los censos de población del INE. Población de hecho según los censos de población del INE. |

| 104                       | 97 | 95 | 100 | 93 | 91 | 80 | 78 | 77 | 76 |
| (Fuente: INE [Consultar]) |    |    |     |    |    |    |    |    |    |

## Administración
| Periodo   | Nombre                               | Partido |
| --------- | ------------------------------------ | ------- |
| 1999-2003 | Gerardo Pavón Villalba               | PSOE    |
| 2003-2007 | Gerardo Pavón Villalba               | PSOE    |
| 2007-2011 | Gerardo Pavón Villalba               | PSOE    |

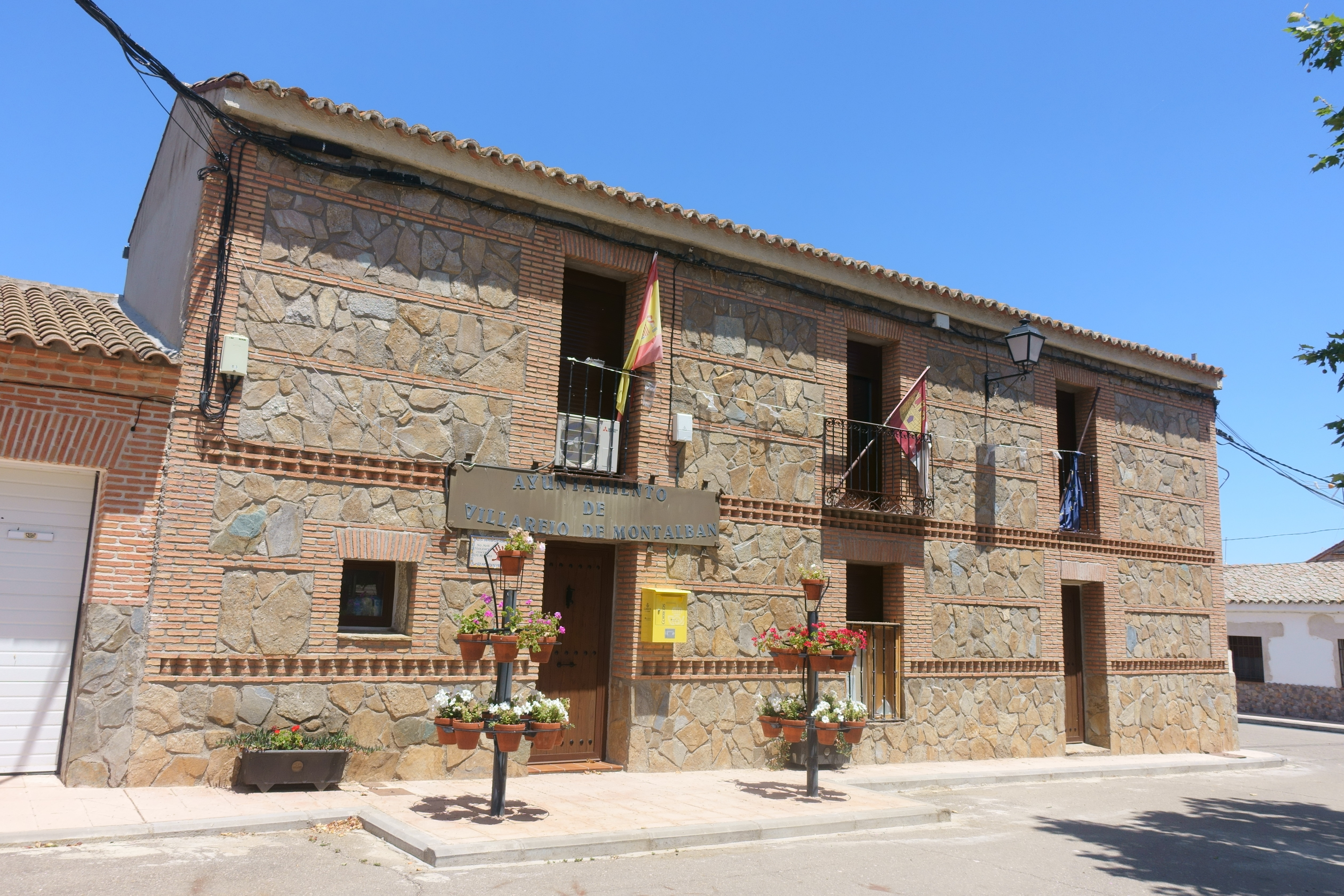
Casa consistorial

| 2011-2015 | Salvador Aguilar García de las Hijas | PSOE    |

## Patrimonio

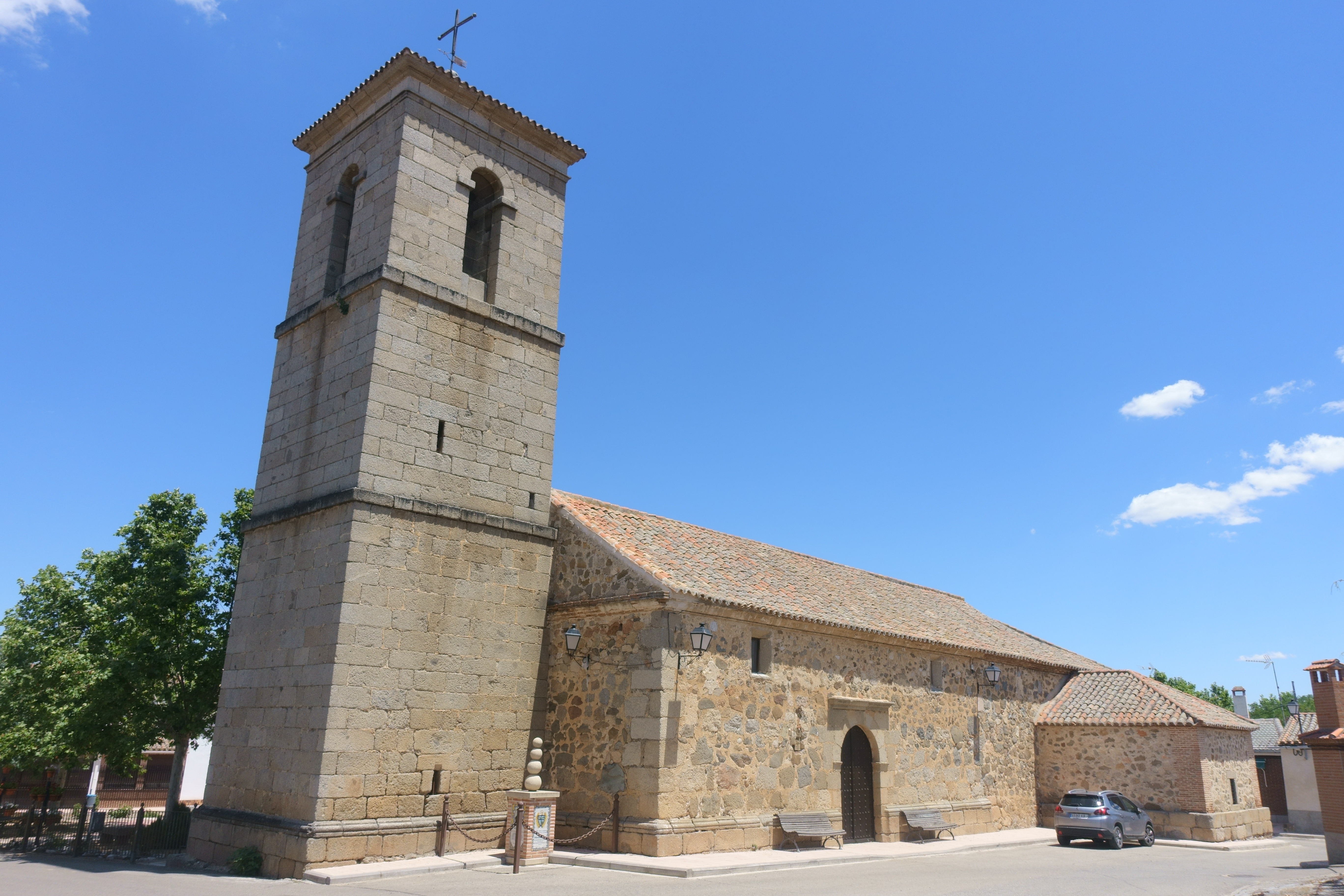
Iglesia de Nuestra Señora de la Paz

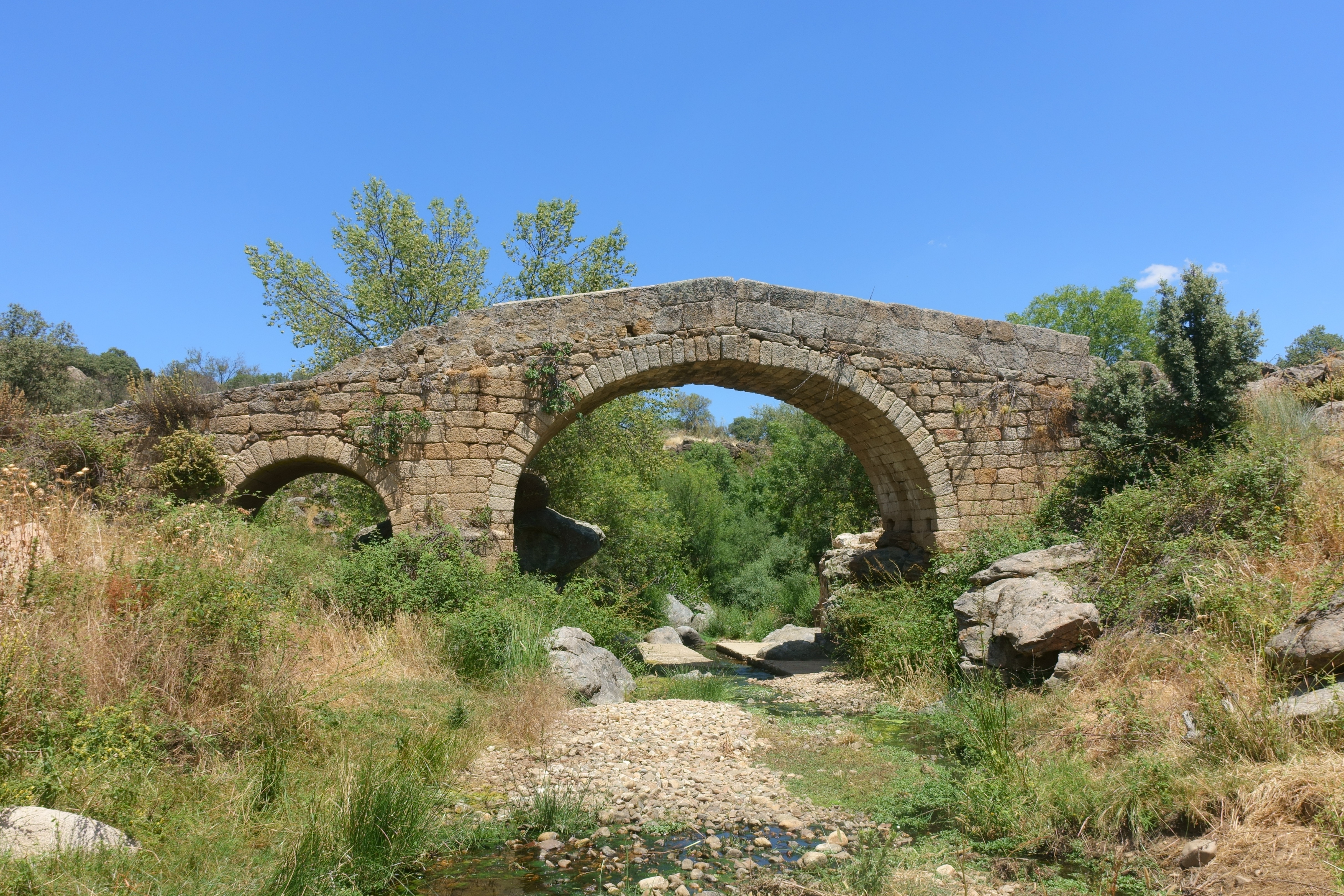
Puente romano

En el municipio se encuentran la iglesia de nuestra señora de la Paz, el puente romano, el puente de campanero y el caserío Mildiablos (hoy día una finca privada).

## Fiestas
- 24 de enero. Festividad de Nuestra Señora de la Paz (patrona del pueblo)
- Último sábado de agosto. Fiestas patronales en honor a San Ramón Nonato.